# 赫洛普奇齊
49°36′34″N 23°24′57″E / 49.60944°N 23.41583°E
赫洛普奇齊（烏克蘭語：Хлопчиці），是烏克蘭西部的村莊，隸屬利維夫州的桑比爾區。該村始建於1360年，面積13.24平方公里，海拔高度265米，2024年人口1,480，人口密度每平方公里120.39人。